# 2016年調査権限法
2016年調査権限法（2016ねんちょうさけんげんほう、英語: Investigatory Powers Act 2016）は、2016年11月に成立したイギリスの法律である。電話・電子メール・携帯電話のメッセージ・インターネット閲覧履歴といった情報にアクセスする幅広い権限を、警察や情報機関に付与している。
米国愛国者法などと同様に、テロ対策が目的であるとして立案された。成立前からプライバシー侵害が懸念されていたが、成立後も「国民への監視について前例のない水準の権力」を与えるとして、20万人以上が撤廃を求める請願に署名している。また、情報技術大手企業フェイスブック・グーグル・ツイッター・マイクロソフト・ヤフーなどが反対の姿勢を示している。
欧州司法裁判所は2016年12月21日、この法律が厳密な必要性から逸脱しており、市民のプライバシーの侵害にあたり違法である、との判断を示し、データ収集と監視は重大犯罪に限定すべきだとした。